# Cross Lough
Il Cross Lough è un lago di acqua dolce di origine glaciale sito nella penisola di Mullet nella contea di Mayo nella Repubblica d'Irlanda. Il lago è sito 10 km a Sud-Ovest di Belmullet il principale centro abitato della penisola.
Il lago è una meta apprezzata da parte degli appassionati di bird-watching, negli ultimi anni sono stati avvistati: falaropo beccolargo, oca delle nevi, piviere dorato minore e germano nero americano.
Il lago è raggiungibile mediante la R313.
Esiste un percorso pedonale chiamato Cross Blue Loop che permette di camminare attorno al lago.